# Sandhammaren
Sandhammaren este o arie protejată (arie de protecție specială avifaunistică — SPA) din Suedia întinsă pe o suprafață de 1.545,9 ha, integral pe uscat.

## Localizare
Centrul sitului Sandhammaren este situat la coordonatele 55°23′21″N 14°08′24″E / 55.3891°N 14.1401°E.

## Înființare
Situl Sandhammaren a fost declarat arie de protecție specială avifaunistică în decembrie 1996 pentru a proteja 19 specii de animale.

## Biodiversitate
Situată în ecoregiunile continentală și marină baltică, aria protejată nu include niciun habitat protejat.
La baza desemnării sitului se află mai multe specii protejate de  păsări (19): fâsă-de-câmp (Anthus campestris), ciuf de câmp (Asio flammeus), Branta leucopsis, fugaci mic (Calidris minuta), caprimulg (Caprimulgus europaeus), erete de stuf (Circus aeruginosus), Cygnus columbianus bewickii, ciocănitoare neagră (Dryocopus martius), sfrâncioc roșiatic (Lanius collurio), sitar de mal nordic (Limosa lapponica), ciocârlie de pădure (Lullula arborea), gaia roșie (Milvus milvus), vultur pescar (Pandion haliaetus), viespar (Pernis apivorus), chiră mică (Sterna albifrons), pescăriță mare (Sterna caspia), chiră de baltă (Sterna hirundo), Sterna paradisaea, chiră de mare (Sterna sandvicensis).